# Daphnella cubana
Daphnella cubana là một loài ốc biển, là động vật thân mềm chân bụng sống ở biển trong họ Conidae.